# Eduard-Michael Grosu
Eduard-Michael Grosu (n. 4 septembrie 1992, Zărnești, România) este un ciclist român de performanță, în prezent concurând pentru echipa UCI Professional Continental Team Delko Marseille Provence. A fost primul român ce a participat la profesioniști.

## Palmares
2012
3-lea per Total(Overall) Tour of Trakya
10-lea Grand Prix Dobrich II
2013
Primul, National U-23 Time Trial Championship
Primul în Etapa a 3-a, Romanian Cycling Tour
2014
Primul în Etapele 5 și 6 Carpathian Couriers Race U-23
Primul   per total, Tour of Estonia
Primul Etapa 1
Primul Etapa 12, Tour of Qinghai Lake
2-lea National Under-23 Time Trial Championships
2-lea Overall Carpathian Couriers Race
Primul  Points classification
Primul  în Etapele 5 și 6
2-lea Ronde van Midden-Nederland
3-lea National Road Race Championships
7-lea GP Izola
10-lea per Total(Overall) Szlakiem Grodów Piastowskich
2015
4-lea Gran Piemonte
6-lea Grand Prix de Fourmies
8-lea Brussels Cycling Classic
9-lea Coppa Bernocchi
2016
2-lea National Time Trial Championships
9-lea per Total(Overall) Tour of Taihu Lake
Primul Etapa a 5-a
9-lea Nokere Koerse
2017
Sibiu Cycling Tour
Primul  Ciclist român Clasificare
Primul Etapa a 4-a
9-lea Gran Premio della Costa Etruschi
2018
Turul Croației
Primul etapa a 2-a
Primul în clasamentul sprinterilor
Primul la National Championships Romania - Road Race
Primul la National Championships Romania - ITT
2019
Turul Turciei
4-lea Etapa 1